# Növényi feromonok
Feromonok: A kémiai kommunikáció alapjául szolgáló különböző információhordozók. Csalogatóanyagok, riasztóanyagok, védekezésre szolgáló anyagok. Rendkívül erős biológiai hatásúak. Illékony vegyületek. 
Bangófélék - Orchideafélék: Ezek a legérdekesebbek. Virágai valamely rovarfaj nőstényeire hasonlítanak, sőt, az adott nőstény feromonját is képesek utánozni, odacsalogatva megtévesztő küllemükkel az adott rovar hím egyedeit, hogy elvégezzék a beporzást. A bangó nem termel nektárt, mivel nem tápanyagot, hanem szexuális partnert kínál fel cserébe a beporzásért.
A különböző feromonokat általában a fajonként eltérő formájú, eltérő színű, és eltérő alakú mézajak termeli. A növények legfőbb megporzóik a vadméhek, amelyek becsapására a virág által termelt illatanyagokkal csalogat magához a növény. A levegőben áramló néhány molekula is elegendő a hatás kifejtéséhez. Befolyásolják a rovarok magatartását. 
A partner iránt érzett szexuális vonzalmunkat részben feromonok szabják meg, ezért ezeket a feromonokat kivonják a növényekből és ezekből feromonos parfümöket készítenek vágyfokozás céljából. Néhány ételben, zöldségben, növényben fokozott mennyiségben is megtalálhatók ezek a feromonok, ezek fogyasztása önmagában is pozitívan hathat a libidóra.
A feromonok nem hormonok.
A vanília: Fő illatanyaga a vanillin, ami aromás aldehid. A szintetikus vanillint ízesítőként használják, valamint a gyógyszergyártásban is szerepet játszik. 
Fajok, amelyek feromonok segítségével szaporodnak:  
- Piros orchidea
- Bangó
- Lódög kontyvirág
- Üstökösfa

Paraferomon: A mesterségesen előállított, feromonokat helyettesíteni képes anyagok. 
A feromonok többségét a célszervezet a levegőn keresztül érzékeli, ritkábban közvetlen kontaktus során veszi fel. Hatékonyságuk rövid idejű, illékony, könnyen elbomló vegyületek. Nagyon kis mennyiségben hatékonyak.
Terjedhetnek levegővel, vagy vízzel.
A feromonoknak az észleléshez be meg kell kötődniük a csáp egy szőrszálán, majd behatolniuk a póruson. Ezek után a receptorsejt körül lévő szenzillumfolyadékon kell áthatolniuk. Mivel a feromonmolekulák többsége vízben rosszul oldódik, ezért általában valamilyen speciális fehérjéhez kötődve tudnak a folyadékon átjutni.